# Paul Shapiro (hudebník)
Paul Shapiro (* 1956) je americký saxofonista a flétnista.

## Kariéra
V roce 2003 vydal album Midnight Minyan na značce Tzadik Records; stejné vydavatelství vydalo i jeho následující alba It's in the Twilight (2006), Essen (2008) a Shofarot Verses (2014). Během své kariéry spolupracoval s mnoha hudebníky, mezi které patří John Zorn, Steven Bernstein, Ben Folds, Mariah Carey, Antony and the Johnsons, Peter Apfelbaum, Frank London, Jóko Kanno nebo Lou Reed, se kterým nahrál alba Ecstasy (2000), The Raven (2003) a podílel se také na jeho koncertním filmu Berlin: Live at St. Ann's Warehouse (2006).

## Sólová diskografie
- Midnight Minyan (2003)
- It's in the Twilight (2006)
- Essen (2008)
- Shofarot Verses (2014)